# Чикаго (група)
 Тази статия е за музикалната група.  За други значения вижте Чикаго (пояснение).  
„Чикаго“ (на английски: Chicago) е американска рок група, създадена през 1967 година в Чикаго, Илинойс. Първоначално носи името „Чикаго Трензит Ъторити“.
Определящи се сами като „рокендрол група с хорни“, „Чикаго“ съчетават елементи на класическа музика, джаз, ритъм енд блус и поп музика. Те започват кариерата си със силно политически ангажирани песни, като с времето се преориентират към по-мек звук и през 70-те и 80-те години създават дълга поредица от популярни хитове. Те стават една от най-продължително активните и най-успешни рок групи в света с продадени над 100 милиона записа.

## Албуми
- The Chicago Transit Authority (1969)
- Chicago (1970)
- Chicago III (1971)
- Chicago at Carnegie Hall (1971)
- Chicago V (1972)
- Chicago VI (1973)
- Chicago VII (1974)
- Chicago VIII (1975)
- Chicago IX – Chicago's Greatest Hits (1975)
- Chicago X (1976)
- Chicago XI (1977)
- Hot Streets (1978)
- Chicago 13 (1979)
- Chicago XIV (1980)
- Greatest Hits, Volume II (1981)
- Chicago 16 (1982)
- Chicago 17 (1984)
- Chicago 18 (1986)
- Chicago 19 (1988)
- Greatest Hits 1982 – 1989 (1989)
- Twenty 1 (1991)
- Night & Day Big Band (1995)
- The Heart of Chicago 1967 – 1997 (1997)
- The Heart of Chicago 1967 – 1998 Volume II (1998)
- Chicago XXV: The Christmas Album (1998)
- Chicago XXVI: Live in Concert (1999)
- The Very Best of: Only the Beginning (2002)
- The Box (2003)
- Love Songs (2005)
- Chicago XXX (2006)
- The Best of Chicago: 40th Anniversary Edition (2007)